# 南鱼座流星雨
南鱼座流星雨，由7月份到8月份出现在南鱼座天区的七个小型流星雨组成，其中最著名的是辐射点位于南鱼座α（北落师门）附近的南鱼座α流星雨。

## 组成
南鱼座流星雨至少由7个小型流星群组成，它们分别是：
- 南鱼座α流星雨，活跃期为7月16日-8月13日
- 南鱼座θ流星雨：活跃期为8月12日-8月14日
- 南鱼座β流星雨：活跃期为7月14日-7月22日
- 南鱼座λ流星雨：活跃期为8月5日-8月14日
- 南鱼座ε流星雨：活跃期为8月13日-8月14日
- 南鱼座π流星雨：活跃期为7月28日-8月3日
- 南鱼座20流星雨：活跃期为8月8日-8月9日

## 南鱼座α流星雨
南鱼座α流星雨(alpha Pisces Australids)，是南鱼座流星雨中最著名的一个流星雨群，活跃期为7月16日-8月13日，极大期为7月30日，ZHR值为3-5，多为慢速白色的流星。